# Tesla Fremontfabriken

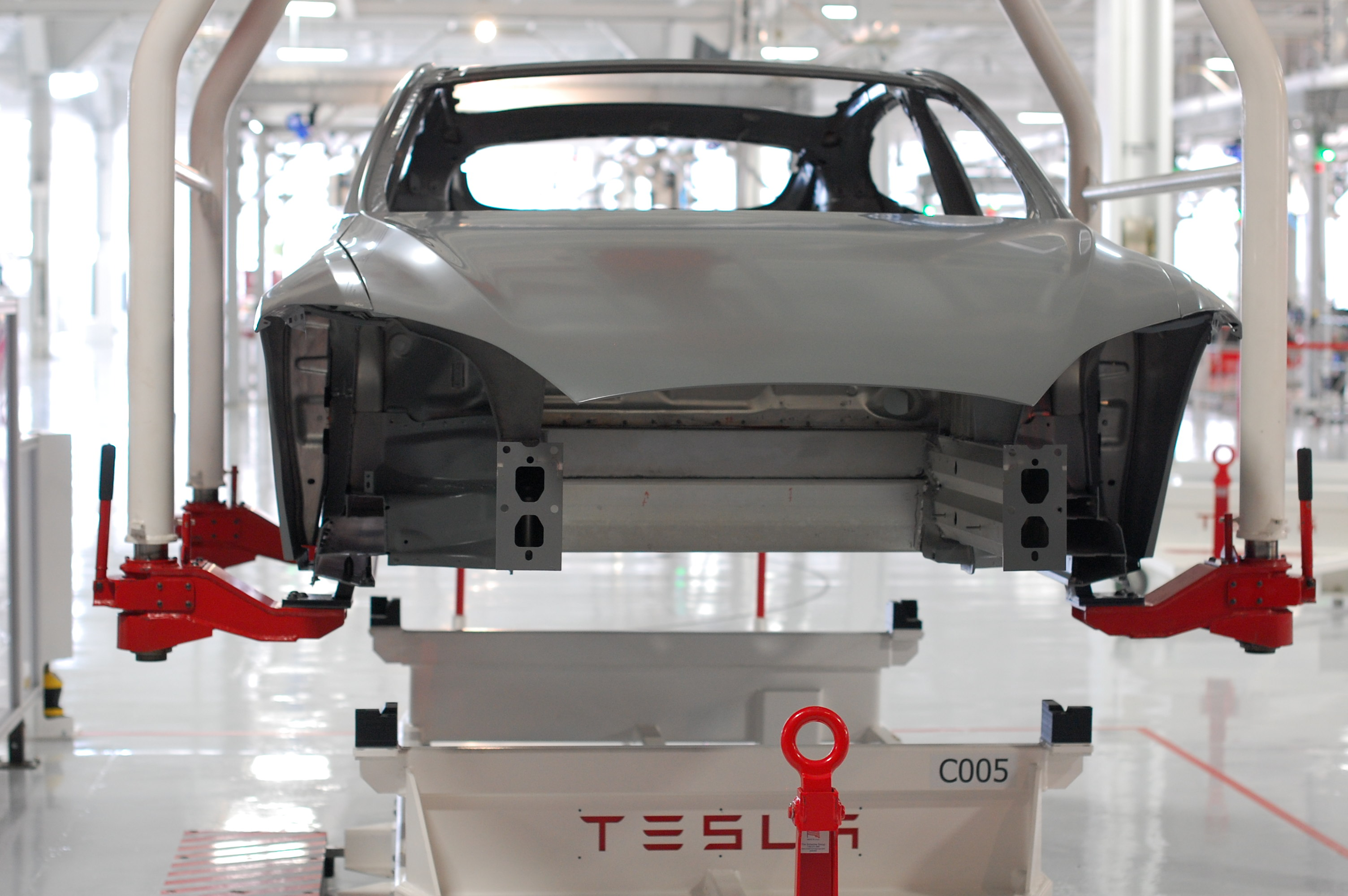
Interiör från Teslas fabrik i Fremont.

Tesla Fremontfabriken  är en elbilsfabrik i Fremont, Kalifornien, USA (45500 Fremont Blvd, Fremont, CA 94538). Fabriken var tidigare General Motors "Fremont Assembly" under åren 1962 - 1982, och sedan Nummi (GM/Toyota samarbete) till och med år 2009. Tesla tog över fabriken den 20 Maj 2010 och den  producerar idag Tesla Model S, Model 3, Model X och Model Y, samt har mer än 10 000 personer anställda.

## Bakgrund
Den 20 maj 2010 annonserade Tesla och Toyota  ett partnerskap för att arbeta med utveckling av elfordon och samarbeta kring "delar, produktionssystem och ingenjörsstöd". Detta inkluderade Teslas partiella köp av den tidigare Nummi-tomten, huvudsakligen bestående av fabriksbyggnaden, för 380 miljoner ($42 million). Tesla övertog officiellt fabriken den 19 oktober och öppnade den 27 oktober 2010. Den första leveransen av en Tesla Model S ägde rum under ett evenemang på Teslafabriken den 22 juni 2012.

## Anläggningens utveckling

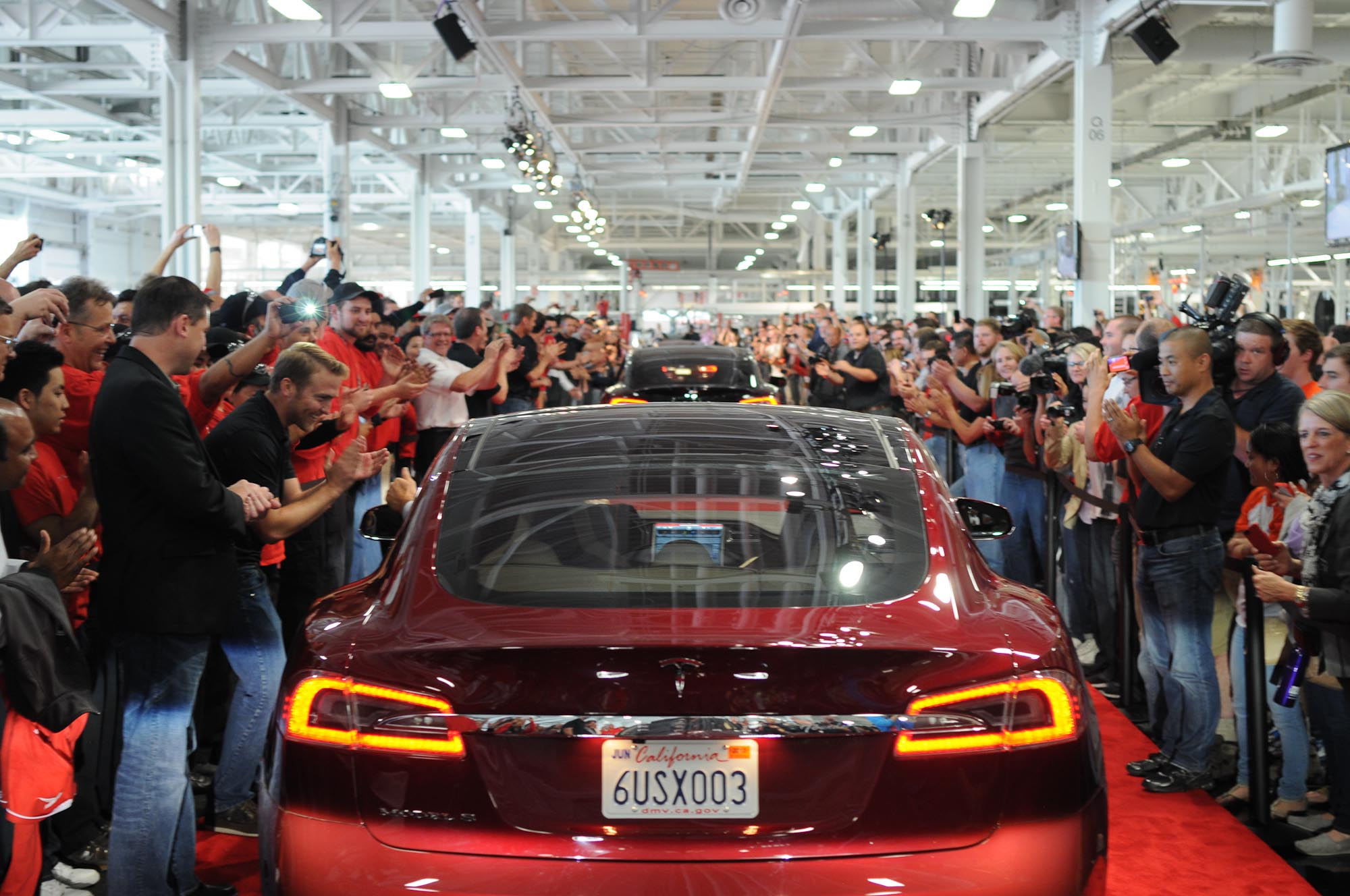
Första leveransen av Tesla Model S.

Tesla köpte för 155 miljoner ($17 miljoner) produktionsutrustning och reservdelar under 2011 från Nummi, dessutom köpte Tesla en Schuler Pressen GmbH SMG hydraulisk stämplingspress, värd 454 miljoner ($50 miljoner), för 54 miljoner ($6 miljoner), inklusive fraktkostnader från Detroit. Fabriken har varit Teslas utvecklingsenhet vad gäller fabriksproduktion och erfarenheterna har senare implementeras på Gigafactory 1 (Nevada, USA) till och med Gigafactory 5 (Austin, Texas, USA).
- Fabriken var ungefär tio gånger så stor som Tesla behövde från början,[8] och mycket av ytan på omkring 1 537 000 m² (380 acre) var oanvänd 2013. Den mesta av aktiviteten koncentrerades till huvudbyggnad på 5 500 000 foot² (510 000 m²) som gör slutmontering av fordon.[9]

- Färgutrustningen skulle komma att modifieras i stor utsträckning fram till slutet av 2011 då man övergick   med lösningsmedelsbaserad färg till vattenbaserad färg levererad av BASF AS.[7]

- I juli 2013 förvärvade Tesla en intilliggande cirka 142 000 m² (35 acre) stor fastighet från Union Pacific Railroad för en ny testbana.[10]
- År 2014 var hälften av fabriksytan i bruk för produktion.[8]
- Två nya målerilinjer konstruerades (en för bilkarosser och en för komponenter -  Eisenmann) under 2015. [11]

- Tesla byggde ett nytt gjuteri i Lathrop (nära Fremont) 2015, för att stödja Fremont produktionen.[12] Tesla flyttade en del av fabriksutrustningen till sin EU anpassningsfabrik Tilburg i Nederländerna 2015.[13]
- Tesla tecknade ett hyresavtal för Solyndra´s tidigare fabrik på 500 000 foot² nära Fremont Fabriken. [14]

- Under 2016 fanns det cirka 4 500 parkeringsplatser för personal och produktion och Tesla köpte en angränsande cirka 511 000 m² (25 acre) stor tomt för att öka kapaciteten.[15]
- Året därefter hyrdes cirks 121 000 m² lager i närliggande Livermore, 2017.[16]
- Tesla meddelade även i augusti 2017 att de fått godkännande från Fremonts statsråd att fördubbla storleken på fabriksanläggningen med cirka 427 000 m² (4,6 miljoner foot²) utrymme.[17]

- Tesla planerade också att femdubbla produktionskapaciteten till 500 000 fordon per år, eller 10 000 elbilar per vecka.[18]
- Teslas Fremont Kato Road-anläggning (184,880 foot²), är en pilotanläggning och testanläggning för tillverkning av 4680-batterier. En del av fabriken gör även bilsäten för Tesla bilarna. [19]
- I början av 2019 hade Fremontanläggningen cirka 500 000 m² (5,3 miljoner foot²) golvyta och förberedde en femte produktionslinje (Model Y).[20]

## Anställda

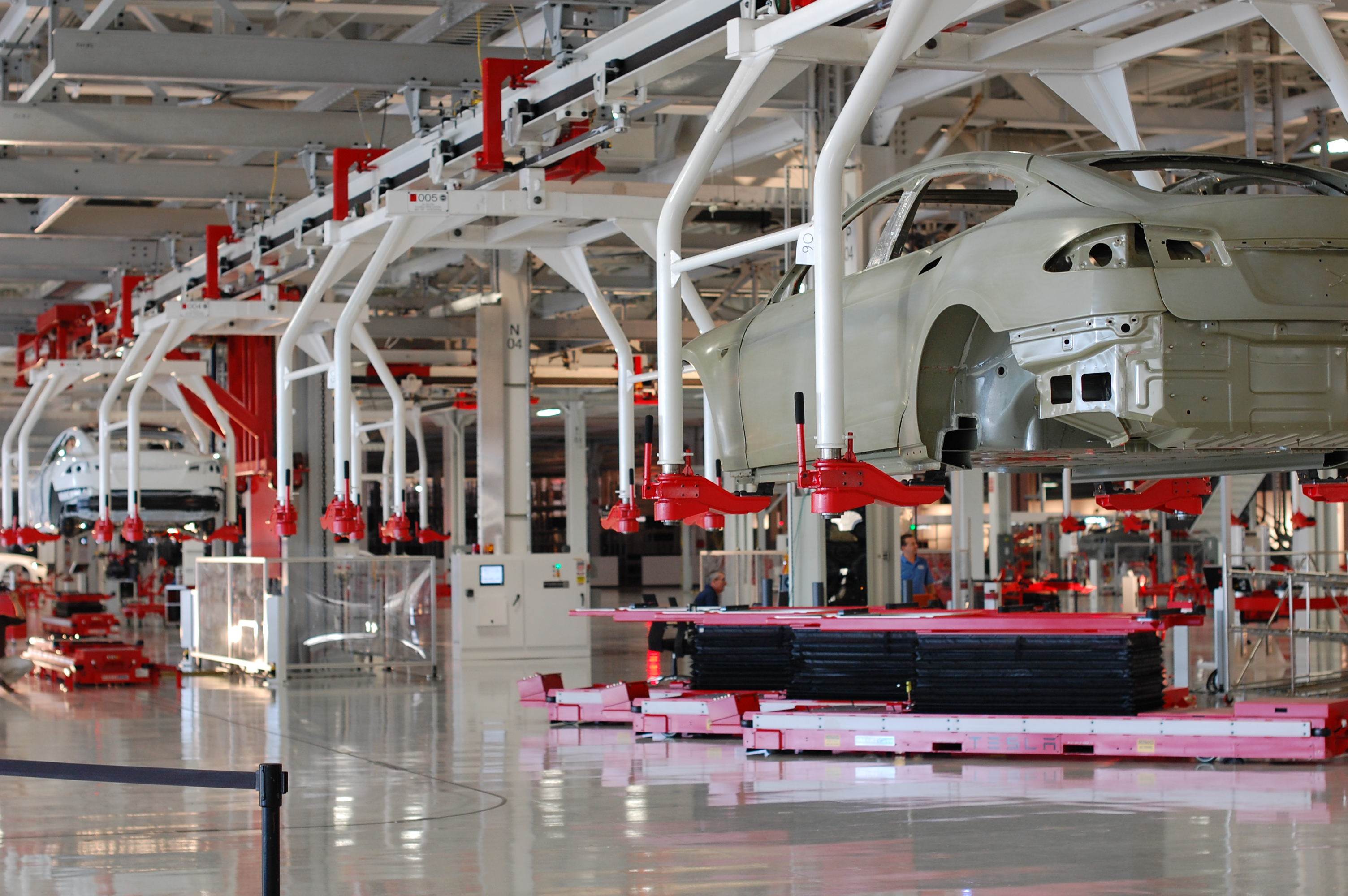
Interiör från fabriken.

Antalet fabriksanställda i Teslas Fremontfabrik har ökat för varje ny bilmodell och antalet skift för fabriken. Dessa siffror gäller produktionen, ej huvudkontoret i Palo Alto, Kalifornien. 
Cirka 2 980 arbetare arbetar på dagskiftet och 2 030 ingick i nattskiftet 2016.
| Årtal | Anställda | Antal skift | Modell       |
| ----- | --------- | ----------- | ------------ |
| 2012  | ~2 000    | 1           | S            |
| 2013  | ~3 000    | 1           | S            |
| 2014  | ~3 500    | 1           | S            |
| 2015  | --        | 1           | S, X         |
| 2016  | ~6 200    | 2           | S, X         |
| 2017  | ~9 300    | 2           | S, X, 3      |
| 2018  | ~10 000   | 2           | S, X, 3      |
| 2019  | ~10 000   | 2           | S, X, 3, Y   |
| 2020  | ~10 000   | 2           | (S, X), 3, Y |
| 2021  | ~11 000   | 2           | S,(X), 3, Y  |

## Produktion

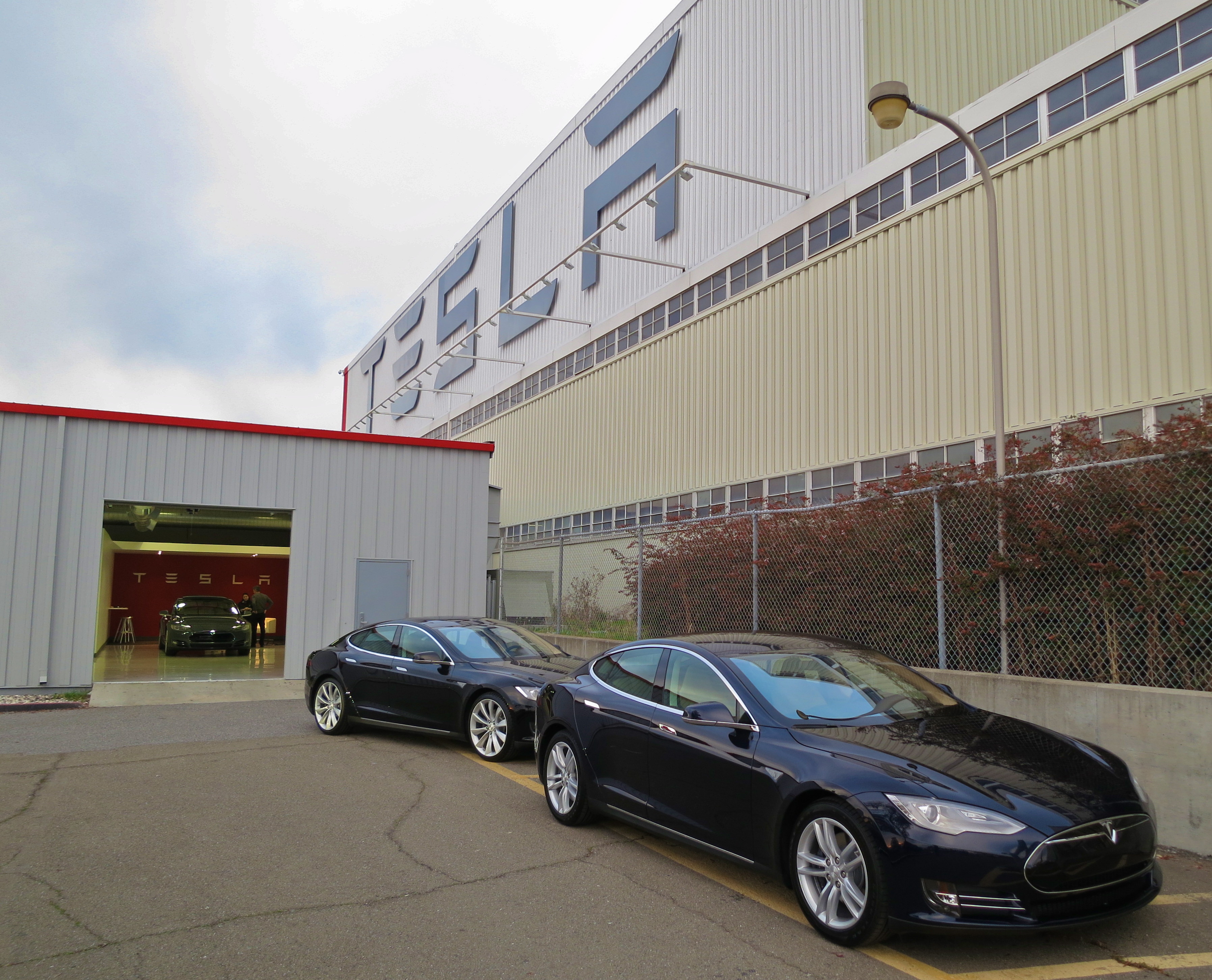
Tesla Model S bilar utanför fabriken 2012

- 2012 Tesla Fremont levererade  cirka 2 500 enheter. Produktionen ökade från 15 till 20 färdigställda bilar/vecka i augusti 2012 till över 200 den 5 november och 400 i slutet av december. 
- 2013 Tesla Fremont levererade 22 442 enheter. Totalt efter kvartal 4. I december 2013 tillkännagav Kalifornien att de skulle ge Tesla en skattelättnad på 34,7 miljoner USD för att utöka produktionen med uppskattningsvis 35 000 fordon årligen från dess fabrik i Fremont, Kalifornien.
- 2014 Tesla Fremont levererade 31 655 enheter. Tesla meddelade att produktionen förväntades stiga från 600 bilar per vecka i början av 2014 till cirka 1 000 enheter per vecka vid årets slut. I början av maj 2014 var produktionstakten 700 bilar per vecka.
- 2015 Tesla Fremont levererade 50 517 enheter. Produktionen av Model X anslöt sig till Model S under 2015, efter en kort omkonfigurering av produktionslinjen i juli 2014.
- 2016 Tesla Fremont levererade 76 243 enheter. I maj 2016 samlade Tesla in 1,7 miljarder dollar i en nyemission, varav 1,26 miljarder dollar var för produktionen av Model 3 som var planerad till slutet av 2017.
- 2017 Tesla Fremont levererade 103 091 enheter. Första modell 3 började levereras, enligt ordningsföljd: anställda → Teslaägare → nya beställare
- 2018 Tesla Fremont levererade 245 491 enheter.
- 2019 Tesla Fremont levererade 366 656 enheter. Tesla Shanghai levererade cirka 1 000 enheter.  
- 2020 Tesla Fremont levererade cirka 292 900 enheter. På grund av covid-19-pandemin genomförde Tesla virusreducerande insatser i sina fabriker i Shanghai och Fremont. 
- 2021 Tesla Fremont levererade cirka 553 000 enheter. Elon Musk meddelade vid bolagsstämman 2021 att Tesla kommer att sikta på att öka produktionskapaciteten i Fremont fabriken, med 50 % under de kommande åren.

## Teslas tillverkningsprocess

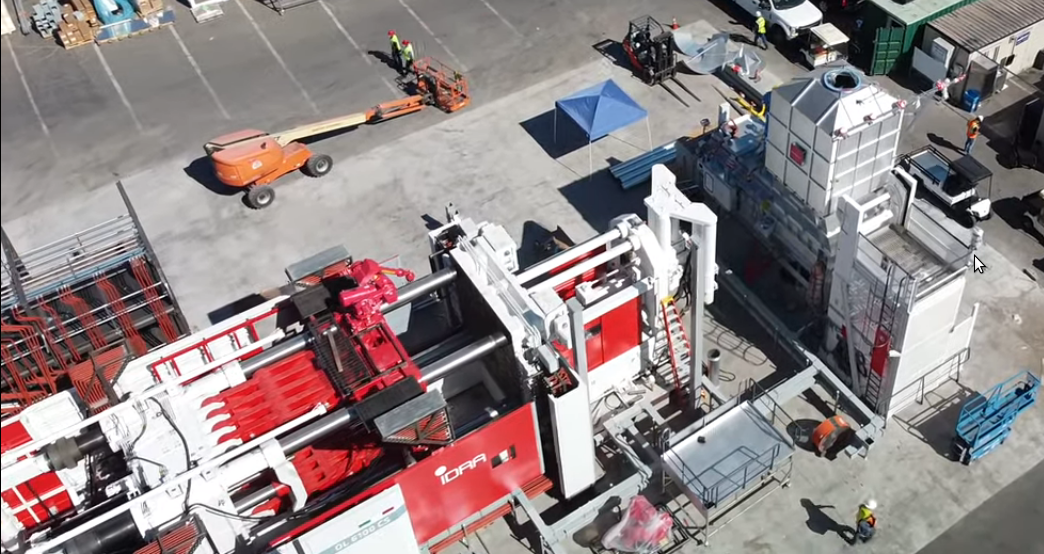
IDRA Giga Press OL 6100 CS - Tesla Fremont

Tesla tillverkar många delar själv, vilket är ovanligt i bilbranschen. Tesla Fremont arbetar också med 300 leverantörer runt om i världen, varav 50 finns i norra Kalifornien och 10 i San Francisco Bay Area. För längre leveranser föredrar Tesla järnvägstransporter framför lastbil eftersom det sker mindre materialolyckor på järnväg. Tesla Fremont har en egen bangård på fabriksområdet.

### Giga Press
Huvudkälla: Giga Press
Giga Press är en serie pressgjutmaskiner för aluminiumdelar, tillverkade av IDRA Group i Italien. De är kända för att tillverka en av de största högtryckspressgjutmaskinerna i världen, med en spännvidd på 55 000 till 61 000 kilo-newton. Varje maskin väger 410–430 ton. 
Giga Press-maskiner har utvecklats i IDRA:s fabrik sedan 2018. Tesla beställde en skräddarsydd modell "OL 6100 CS Giga Press" i slutet av 2020, för tillverkning av bakre chassidel till Tesla Model Y. Denna typ av Giga Press finns nu installerade på Teslafabrikerna i Fremont, Shanghai, Berlin och Texas. "Satser" av smält aluminium som väger 80 kilogram sprutas in i en kallkammargjutform, med en hastighet av 10 meter per sekund (36 km/h). Cykeltiden är ~80-90 sekunder för varje del, vilket tillåter en utmatningshastighet på 40-45 genomförda gjutningar per timme, eller ~1 000 gjutningar per dag och Giga Press. 
Tesla behövde utveckla en egen variant av aluminium "mix" för att klara av de höga kraven på produktionshastighet (flytförmåga), hållfastighet (bilens stötdämpare), korrosionsbeständighet (vägsalt), snabb kylning och lågt pris på slutprodukten. Den utgör hela bakdelen på bottenplattan i Tesla Model Y. Aluminiummixen består bland annat av 89,45% aluminium, 7% kisel, 0,8% koppar, 0,45% mangan, 0,2% järn, 0,15% magnesium, 0,1% vanadin. Detta gör att aluminiumdelen inte behöver värmas upp för härdning efteråt eller att ytan behöver målas/behandlas för korrosionsbeständighet. Patent US - WO 2021/150604 A1 inlämnad: 20 januari 2021.
Detta har minskat bakdelens bildelar från 70 olika komponenter till idag bara en aluminiumdel och har även medfört en besparing på cirka 300 produktionsrobotar per linje i fabrikerna.
Från och med 2022 kommer Modell Y att tillverkas med 2 stycken Giga Press aluminiumdelar (även framdelen på bottenplattan), detta gäller först på fabrikerna i Berlin och Texas. Totalt har denna framtida lösning minskat det totala behovet av fabriksrobotar från cirka 1 000 till 400 stycken per linje och fabrik. Resultatet är en jämnare produkt, färre anställda, mindre vikt på bilen, behov av mindre fabriksyta, billigare fabriker att bygga, snabbare produktion och med ökad vinst som resultat.
Tesla är på väg att uppnå en produktionstid på bara 10 timmar per bil (Tesla Modell Y)  vid sin Grünheidefabrik (utanför Berlin, Tyskland), sa Diess (CEO VW). "VW:s huvudsakliga elbilsfabrik i Zwickau behöver för närvarande mer än 30 timmar per fordon (VW ID4), vilket bör minskas till 20 timmar nästa år".
- Gigafactory 3 (Shanghai) har 5st pressar - Impress-Plus DCC6000
- Gigafactory 4 (Berlin) har 2st - OL 6100 CS Giga Press
- Gigafactory 5 (Texas) har 2st - OL 6100 CS Giga Press och en 3:e under installation
- Tesla Fremont  har 2st - OL 6100 CS Giga Press (DCM1 och DCM2)

Berlin och Texas har förberett fabrikerna för 8 stycken pressar var, gäller grundarbetet av golven, för att klara en vikt på 430 ton / press.

## Säkerhetsincidenter
Den 1 april 2019 nådde Tesla en uppgörelse med US "Environmental Protection Agency" (EPA) om dess felaktiga hantering av farligt avfall 2017. Tesla tillät att farligt avfall samlades på plats utan tillstånd utöver de tillåtna 90 dagarna; EPA fann att Tesla misslyckades med att "prompt städa upp brandfarlig färg och/eller lösningsmedelsblandningar", lämnade två behållare med farligt avfall öppna utan "ingen packning eller låsmekanism" och bröt mot luftutsläppsnormerna för tre läckande transmissionsledningar som avfallet rörde sig genom.
I november 2013 inträffade en olycka när lågtrycks gjutpressen för aluminium misslyckades, vilket spillde smält metall på tre arbetare och fick deras kläder att fatta eld. Tesla bötfälldes med 89 000$ av California "Division of Occupational Safety and Health" för sju säkerhetsöverträdelser, sex ansågs allvarliga.